# 구룡산 (서울)
구룡산(九龍山)은 대한민국 서울특별시 서초구 염곡동, 내곡동과 강남구 개포동 일대에 위치한 산이다. 관악산, 청계산, 우면산 등과 산자락이 이어진다. 구룡산 제2봉인 국수봉전망대에서는 서울 일대 및 경기도 한강 하류와 상류 지역까지를 전망할 수 있다.

## 지명 유래
열 마리의 용이 승천하는 것을 인근을 지나가던 임신한 여성이 보고 크게 놀라 소리를 질러 용 한마리가 떨어져 죽고, 아홉 마리만 하늘로 승천하였다고 한다. 아홉 마리의 용이 승천하면서 남긴 흔적이 구룡산이라 불리게 되었으며, 하늘에 승천하지 못하고 죽은 용이 있던 자리가 물이 되어 양재천(良才川)이 되었다는 전설이 있다. 실제로 산을 자세히 보면 9개의 계곡으로 이루어져 있다.
정상보다 낮은 이 산의 주봉(主峰)은 국수봉(國守峰)이라고 하는데, 조선시대 전부터 정상에 봉수대(烽燧臺)가 있어 국가를 지킨다고 해서 붙여진 것으로 이 곳에는 바위굴 국수방(國守房)이 있어 봉수군(烽燧軍)이 기거했다고 한다. 『여지도서』 광주목에 "관아의 남쪽 30리에 있다. 봉수대가 설치되어 있다"고 기록되어 있다.

## 지리
내곡동 구룡산 기슭에 세종대왕이 묻힌 영릉(英陵)이 있었으나, 1469년(예종 1년)에 여주로 천장(遷葬)하였다. 초장지(初葬地)였던 작고개 넘어 내곡동에 국가정보원이 들어서 있다
또한, 접근이 용이하고 높이가 적당하여, 일제 강점기 이래로 현대적 기상관측이 이루어지고 있다. 1925년 을축년 대홍수 때 구룡산에서 12.74m의 수위가 관측되기도 하였으며, 구룡산 등산로에 2014년 9월 "구룡산산악기상관측소"가 만들어져 산악 기상 관측을 하고 있다. 구룡산 기슭에는 능인선원과 자룡사가 있다. 2015년 9월 13일 능인선원에 세계 최대 약사여래좌불을 점안하여 이름을 “서울약사대불”이라 하였다.

## 식생
이 산에는 자작나무과인 수피가 얇은 종잇장처럼 벗겨지는 물박달나무 군락지가 산재해 있으며, 그 외에 신갈나무, 리기다소나무, 아까시나무 등이 있다.

## 바위
- 어사모(御史帽)바위 : 구룡산 서초구 염곡동 산25-1번지 능선 등산로에 있는 바위이다. 근거리에 있는 밀미리, 염곡동동산말, 게리, 잔디마을, 염곡동 장승꽂이 지금의 양재천, 여의천, 말죽거리공원, 양재동쪽에서 보면, 과거시험에 합격한 사람들이 쓰던 어사모(御史帽) 같다 하여 명명되었다.
- 장사(壯士)바위 : 구룡산 중턱에 있는 가로 약 7m, 세로 약 4m, 두께 약 2m의 두 개의 바위이다. 장사가 그 바위 위에 바위를 올려놓았다 하여 이름이 붙었다.

## 약수터
대룡약수터, 습지원약수터, 구룡천제1약수터, 구룡천제2약수터, 개암약수터, 구룡산약수터, 염곡약수터, 학교샘물(서울언남초등학교), 광천수 옻우물(구룡제1약수터), 장사바위 일원 샘터, 내곡공 새말약수터가 있다.

## 구룡산과 학교
예전 언주면과 신동면(지금의 서초구, 강남구)에서 1927년 10월 8일에 제일 먼저 개교한 도곡1동에 있는 서울언주초등학교를 필두로 서울구롱초등학교, 서울학동초등학교, 서울포이초등학교, 서울대치초등학교, 서울도곡초등학교, 서울개일초등학교, 서울도성초등학교, 서울개원초등학교, 서울매헌초등학교, 대치중학교, 대청중학교, 개포중학교, 구룡중학교, 언남고등학교 등이 교가에 구룡산과 관련한 내용을 포함하고 있다. 또 서울언남초등학교는 교가에 구룡산과 국수암 및 청계산의 정기(精氣)를 담고 있다. 그 외에 개포고등학교는 축제로서 구룡제를 하고 있다.

## 등산로
- 염곡사거리 코트라.코이카등산로 : 염곡사거리 코트라와 한국학술진흥재단 사이 코이카 정문.
- 염곡사거리 도로교통공단서울지부등산로 : 염곡사거리 도로교통공단서울지부 421번 버스종점.
- 신분당선 양재시민의숲역 3번출구 : 염곡사거리 구룡산등산로입구(8분)
- 구룡산 염곡약수터등산로 : 양재대로 양재지하보도.
- 구룡산 능인선원등산로 : 양재대로 능인선원.
- 구룡산 구룡터널등산로 : 양재대로 구룡터널사거리.
- 구룡산 구룡마을 등산로 : 양재대로 구룡마을 입구.
- 구룡산 염곡동탑골 등산로 : 헌릉로 염곡IC 탑골마을 버스정거장.
- 구룡산 내곡동 등산로 : 헌릉로 SK셀프 퍼스트파크주유소.
- 구룡산둘레길 : 서울둘레길 9코스.
- 여의천(염곡천) : 서울둘레길 9코스.
- 구룡산 나들길.[22]

## 같이 보기
- 염곡동
- 내곡동
- 개포동
- 구룡터널
- 세종대왕신도비, 영릉터
- 여의천(염곡천), 양재천
- 구룡마을
- 강남대로
- 염곡사거리
- 헌릉로 염곡나들목
- 양재시민의숲역, 양재역, 구룡역, 매봉역
- 관악산, 청계산, 우면산

## 참고 문헌
- 구룡산과 양재천 전설(구룡산 설화) : 『염곡동 토박이들이 방송매체에 전파 기록된 전설』